# Viken
Viken war eine norwegische Provinz (Fylke), die vom 1. Januar 2020 bis zum 31. Dezember 2023 bestand. Viken wurde durch den Zusammenschluss der Provinzen Akershus, Buskerud und Østfold sowie der Kommunen Jevnaker und Lunner aus dem Fylke Oppland und Svelvik aus dem Fylke Vestfold gegründet. Zum 1. Januar 2024 wurde Viken wieder in die drei Provinzen Akershus, Buskerud und Østfold aufgespaltet. Verwaltungszentrum war Oslo.

## Name
Der Name bezog sich auf den historischen Namen für das Gebiet um den Oslofjord, ohne jedoch das gleiche Areal abzudecken. Nicht dabei sind Oslo, das ein eigenes Fylke bildet, Vestfold, das in Vestfold og Telemark aufging, und das zu Schweden gehörige Båhuslen.

## Geografie
Auf einer Fläche von 24.597,48 km² lebten im Jahr 2023 1.292.241 Einwohner, sodass Viken die mit großem Abstand einwohnerstärkste Provinz Norwegens war. Viken grenzte im Norden an Innlandet, im Westen an Vestland, im Südwesten an Vestfold og Telemark sowie im Südosten an Schweden. Oslo war komplett von Viken umgeben. Die Provinz stellte das zentrale Gebiet des Landesteils Østlandet war.
Neben der Glomma, dem längsten Fluss Norwegens, die in Viken in den Skagerrak mündete, waren der Lågen, die Vorma, die Drammenselva und die Begna weitere große Flüsse in Viken. Vom Mjøsa, Norwegens größtem See, gehörte nur der südwestliche Teil zu Viken, während der Tyrifjord der größte vollständig in der Provinz liegende See war. Die höchste Erhebung in Viken war der 1933 moh. hohe Folarskardnuten, der zum Hallingskarvet-Gebirgskamm gehört.

## Geschichte

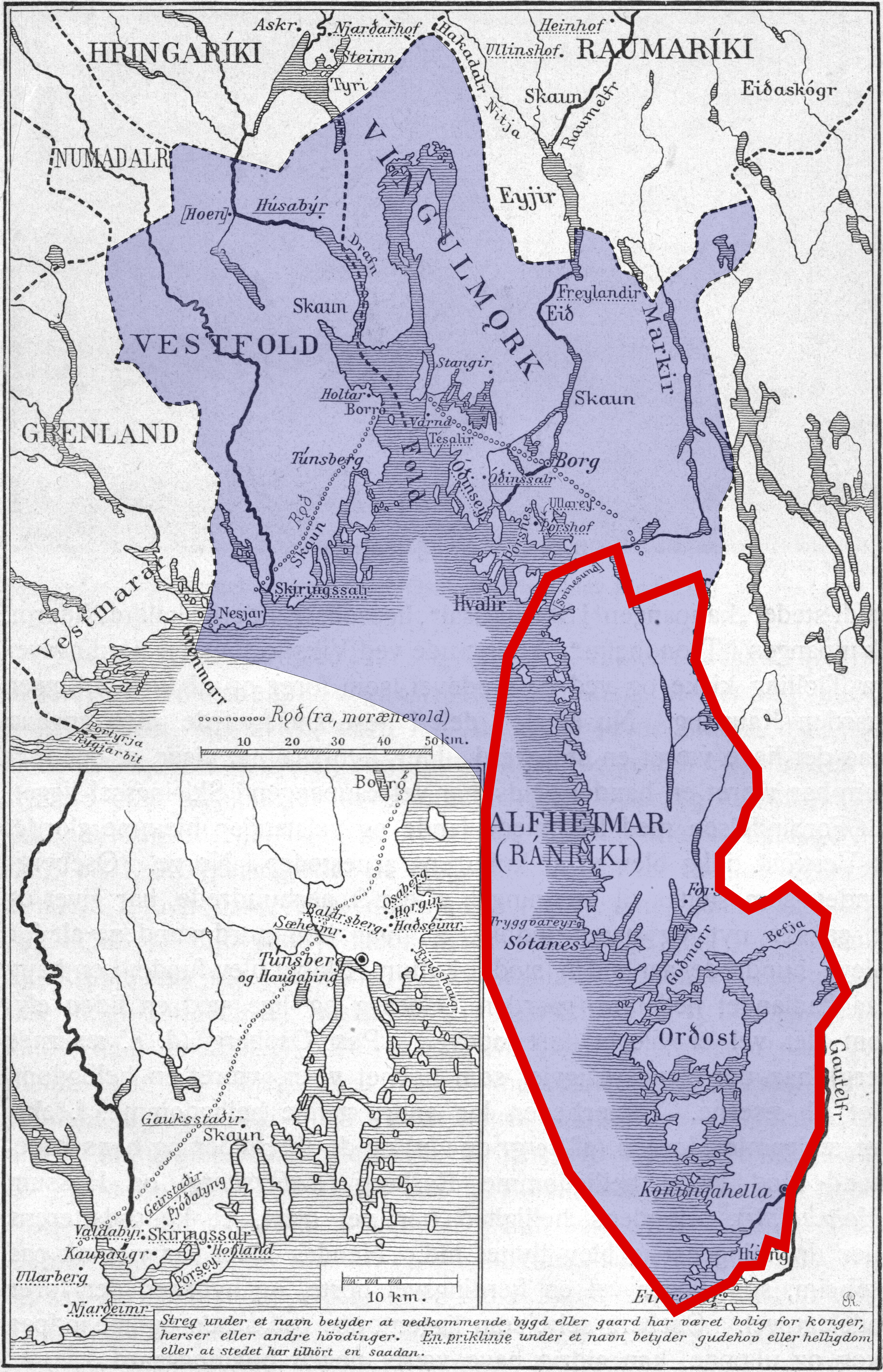
Die ursprüngliche Landschaft Viken mit den Fylker (Provinzen) Vestfold, Vingulmark und Ránrike während der Wikingerzeit; im Mittelalter wurde Viken zum Synonym für Bohuslän (heute Schweden)

Die Regierung von Erna Solberg schlug 2016 den Zusammenschluss der Fylker Akershus, Buskerud und Østfold unter dem neuen Namen Viken vor. Die neue Provinz war keine traditionelle geographische Region in Norwegen. Alle drei Fylker gehörten wie der Großteil Ostnorwegens jedoch bis 1919 zum Stiftamt Akershus. Der Name Viken bezieht sich auf die historische Region Viken, die sich in der Wikingerzeit auf die Gebiete rund um den Oslofjord erstreckte und im Mittelalter zum Synonym für Bohuslän (heute in Schweden) wurde. In den 2000er-Jahren wurde der Name Viken in Norwegen in einem neologischen Sinne und mit unterschiedlichen Definitionen verwendet, normalerweise einschließlich der Region Oslo und Vestfold, unter anderem im Namen mehrerer Firmen wie Viken Skog und Viken Fiber. Der größte Teil der historischen Region Viken gehört nicht zur neuen Fylke Viken.
Im Jahr 2016 stimmte das Regionalparlament (Fylkesting) von Akershus mit großer Mehrheit gegen die Schaffung der neuen Provinz Viken. Das Fylkesting kritisierte den Versuch, Akershus mit anderen Regionen als Oslo zu fusionieren und wies darauf hin, dass Oslo und Akershus eng miteinander verbunden seien. Im Jahr 2016 stimmte das Fylkesting von Østfold ebenfalls mit großer Mehrheit gegen den Zusammenschluss, da die Region Viken zu groß sei. Viken wurde im Jahr 2017 ebenfalls vom Regionalparlament von Buskerud abgelehnt. Nachdem der Zusammenschluss als Viken von den betroffenen Fylkern selbst abgelehnt worden war, schlug die Regierung Solberg im Jahr 2017 eine Zwangsvereinigung vor.
Das Storting beschloss schließlich am 8. Juni 2017 im Zuge der landesweiten Regionalreform die Zusammenlegung. Nach der Parlamentswahl 2021 verschoben sich die Mehrheiten im Storting und im Juni 2022 beschloss das Storting schließlich, dass Viken zum 1. Januar 2024 wieder aufgelöst werden solle.

## Auflösungsbestrebungen
Die Schaffung der neuen Provinz Viken wurde von den betroffenen Fylker und ihren Fylkestingen abgelehnt. Die im September 2019 gewählte Regionalregierung Vikens (fylkesråd) erklärte die Auflösung von Viken und die Wiederherstellung von Akershus, Buskerud und Østfold im Jahr 2021 zum wichtigsten politischen Ziel des Fylkes Viken. Die Regierungserklärung der von 2019 bis 2023 regierenden Parteien Vikens (Arbeiderpartiet, Senterpartiet, Sosialistisk Venstreparti und Miljøpartiet De Grønne) erklärte: „Viken ist ein künstliches Konstrukt. Das Storting hat Østfold, Akershus und Buskerud gegen ihren Willen zusammengelegt.“ Dementsprechend haben sie kein gemeinsames Verwaltungszentrum in Bærum errichtet. Stattdessen diente Oslo weiter als Verwaltungssitz.

Zum 1. Januar 2024 durchgeführte Aufteilung von Viken

Der frühere Direktor des Oslo Museums, Lars Roede, bezeichnete Viken als „eine extreme Monstrosität, die Geographie und Geschichte ignoriert“, „die an manipulierte Wahlbezirke in den Vereinigten Staaten erinnert“ und die in den betroffenen Regionen zutiefst unbeliebt sei. Roede kritisierte auch „die amateurhaften Logos und unhistorischen Namen“.
Nachdem die Fremskrittspartiet im Januar 2020 die Regierung verlassen hatte, erklärte sie, dass sie möglicherweise bereit sei, die Auflösung von Viken zu unterstützen. Die Sosialistisk Venstreparti kündigte an, dass die Partei dem Storting einen Vorschlag zur Auflösung des Fylkes Viken vorlegen werde. Die Regionalregierung Vikens leitete im September 2021 den Prozess zur Auflösung von Viken ein. Am 14. Juni 2022 beschloss das Storting die Aufspaltung des Fylkes in die ursprünglichen Fylker Akershus, Østfold und Buskerud. Diese wurde zum 1. Januar 2024 vollzogen. Zunächst blieb die Frage, wohin die beiden Kommunen Jevnaker und Hole nach der Aufspaltung gehören sollen, offen. Später wurden die beiden Kommunen dem Fylke Akershus zugeschlagen.

## Politik
Die Fylkestingswahl 2019 war die einzige Fylkestingswahl, in der Abgeordnete für das Fylkesting von Viken gewählt wurden. Die Wahl im September 2019 fand schon vor der Gründung Vikens statt. Aufgrund der Aufspaltung Vikens zum 1. Januar 2024 wurden bei der Fylkestingswahl im September 2023 bereits jeweils eine Fylkestingswahl für Akershus, Buskerud und Østfold abgehalten.
| Partei   | Partei                                    | Stimmen | %     | Sitze |
| -------- | ----------------------------------------- | ------- | ----- | ----- |
|          | Høyre (H)                                 | 139.538 | 25,1  | 22    |
|          | Arbeiderpartiet (Ap)                      | 134.764 | 24,2  | 22    |
|          | Senterpartiet (Sp)                        | 73.665  | 13,2  | 12    |
|          | Fremskrittspartiet (FrP)                  | 48.700  | 8,8   | 8     |
|          | Miljøpartiet De Grønne (MDG)              | 42.087  | 7,6   | 7     |
|          | Sosialistisk Venstreparti (SV)            | 25.342  | 4,6   | 4     |
|          | Venstre (V)                               | 19.292  | 3,6   | 3     |
|          | Folkeaksjonen nei til mer bompenger (FNB) | 19.292  | 3,5   | 3     |
|          | Rødt (R)                                  | 17.528  | 3,2   | 3     |
|          | Kristelig Folkeparti (KrF)                | 14.334  | 2,6   | 2     |
|          | Pensjonistpartiet                         | 8.440   | 1,5   | 1     |
|          | Sonstige                                  | 12.318  | 2,2   | 0     |
|          | Gesamt                                    | 565.840 | 100,0 | 87    |
|          | Wahlbeteiligung                           |         | 58,7  |       |
| Quellen: |                                           |         |       |       |

## Verwaltungsgliederung
Viken war in 51 Kommunen gegliedert. Sieben Kommunen entstanden zum selben Zeitpunkt wie die Provinz durch die Zusammenlegung von Altgemeinden: 
- Asker (aus Asker, Hurum und Røyken)
- Aurskog-Høland (aus Aurskog-Høland und Rømskog)
- Drammen (aus Drammen, Nedre Eiker und Svelvik)
- Indre Østfold (aus Askim, Eidsberg, Hobøl, Spydeberg und Trøgstad)
- Lillestrøm (aus Fet, Skedsmo und Sørum)
- Moss (aus Moss und Rygge)
- Nordre Follo (aus Ski und Oppegård).[19]

Zugleich änderte die Kommune Nes in Buskerud ihren Namen in Nesbyen, da es in Akershus ebenfalls eine Kommune Nes gab.
| Kommunen- nummer | Karte          | Name           | Einwohner (1. Januar 2023) | Fläche (km²) | Sprach- form |
| ---------------- | -------------- | -------------- | -------------------------- | ------------ | ------------ |
| 3001             | Halden         | Halden         | 31.730                     | 642,48       | Bokmål       |
| 3002             | Moss           | Moss           | 51.240                     | 137,77       | neutral      |
| 3003             | Sarpsborg      | Sarpsborg      | 59.038                     | 405,6        | Bokmål       |
| 3004             | Fredrikstad    | Fredrikstad    | 84.444                     | 292,55       | Bokmål       |
| 3005             | Drammen        | Drammen        | 103.291                    | 317,61       | neutral      |
| 3006             | Kongsberg      | Kongsberg      | 28.793                     | 793,03       | Bokmål       |
| 3007             | Ringerike      | Ringerike      | 31.444                     | 1.555,1      | Bokmål       |
| 3011             | Hvaler         | Hvaler         | 4762                       | 90,11        | Bokmål       |
| 3012             | Aremark        | Aremark        | 1329                       | 319,26       | Bokmål       |
| 3013             | Marker         | Marker         | 3639                       | 412,89       | Bokmål       |
| 3014             | Indre Østfold  | Indre Østfold  | 46.382                     | 791,76       | Bokmål       |
| 3015             | Skiptvet       | Skiptvet       | 3886                       | 101,2        | Bokmål       |
| 3016             | Rakkestad      | Rakkestad      | 8371                       | 434,87       | Bokmål       |
| 3017             | Råde           | Råde           | 8317                       | 118,76       | Bokmål       |
| 3018             | Våler          | Våler          | 6023                       | 256,95       | Bokmål       |
| 3019             | Vestby         | Vestby         | 19.089                     | 133,97       | Bokmål       |
| 3020             | Nordre Follo   | Nordre Follo   | 62.245                     | 202,99       | neutral      |
| 3021             | Ås             | Ås             | 21.350                     | 102,68       | neutral      |
| 3022             | Frogn          | Frogn          | 16.106                     | 85,7         | Bokmål       |
| 3023             | Nesodden       | Nesodden       | 20.322                     | 61,46        | Bokmål       |
| 3024             | Bærum          | Bærum          | 129.874                    | 192,28       | Bokmål       |
| 3025             | Asker          | Asker          | 97.784                     | 376,61       | neutral      |
| 3026             | Aurskog-Høland | Aurskog-Høland | 17.945                     | 1.144,8      | neutral      |
| 3027             | Rælingen       | Rælingen       | 19.618                     | 71,68        | neutral      |
| 3028             | Enebakk        | Enebakk        | 11.392                     | 232,58       | Bokmål       |
| 3029             | Lørenskog      | Lørenskog      | 46.797                     | 70,54        | neutral      |
| 3030             | Lillestrøm     | Lillestrøm     | 91.515                     | 456,6        | neutral      |
| 3031             | Nittedal       | Nittedal       | 25.440                     | 186,22       | Bokmål       |
| 3032             | Gjerdrum       | Gjerdrum       | 7285                       | 83,19        | Bokmål       |
| 3033             | Ullensaker     | Ullensaker     | 42.866                     | 252,44       | Bokmål       |
| 3034             | Nes            | Nes            | 24.283                     | 640,76       | Bokmål       |
| 3035             | Eidsvoll       | Eidsvoll       | 27.338                     | 456,49       | Bokmål       |
| 3036             | Nannestad      | Nannestad      | 15.530                     | 340,98       | Bokmål       |
| 3037             | Hurdal         | Hurdal         | 2944                       | 284,95       | Bokmål       |
| 3038             | Hole           | Hole           | 6888                       | 192,68       | Bokmål       |
| 3039             | Flå            | Flå            | 1097                       | 704,27       | Bokmål       |
| 3040             | Nesbyen        | Nesbyen        | 3299                       | 809,63       | Bokmål       |
| 3041             | Gol            | Gol            | 4767                       | 532,5        | Nynorsk      |
| 3042             | Hemsedal       | Hemsedal       | 2645                       | 753,51       | Nynorsk      |
| 3043             | Ål             | Ål             | 4862                       | 1.174,98     | Nynorsk      |
| 3044             | Hol            | Hol            | 4506                       | 1.854,54     | neutral      |
| 3045             | Sigdal         | Sigdal         | 3479                       | 842,48       | Bokmål       |
| 3046             | Krødsherad     | Krødsherad     | 2211                       | 374,48       | neutral      |
| 3047             | Modum          | Modum          | 14.527                     | 517,24       | Bokmål       |
| 3048             | Øvre Eiker     | Øvre Eiker     | 20.495                     | 456,76       | Bokmål       |
| 3049             | Lier           | Lier           | 28.167                     | 301,65       | Bokmål       |
| 3050             | Flesberg       | Flesberg       | 2737                       | 561,91       | Bokmål       |
| 3051             | Rollag         | Rollag         | 1366                       | 449,28       | neutral      |
| 3052             | Nore og Uvdal  | Nore og Uvdal  | 2486                       | 2.502,16     | neutral      |
| 3053             | Jevnaker       | Jevnaker       | 6990                       | 225,71       | Bokmål       |
| 3054             | Lunner         | Lunner         | 9307                       | 291,84       | Bokmål       |
| 30               | Viken          | Viken          | 1.292.241                  | 24.592,54    | neutral      |

## Verkehr
Dank der Lage rings um Oslo führten in Viken Europastraßen in alle Richtungen: Die E6 nach Trondheim und Göteborg, die E16 nach Bergen und Gävle, die E18 nach Kristiansand und Stockholm sowie die E134 von Drammen nach Haugesund. Zudem gab es ein für norwegische Verhältnisse dichtes Netz an Eisenbahnlinien. Mit dem Flughafen Oslo-Gardermoen lag der wichtigste und größte Flughafen Norwegens in Viken.

## Wappen
Das Wappen des Fylkes Viken wurde auf Vorschlag eines Bürgers neu gewählt und basiert nicht auf älteren heraldischen Wappen des Fylkes. Das Wappen zeigt einen silbernen Berg und seine dreifache silberne Spiegelung im Wasser. Es wurde aus über 600 Vorschlägen von rund 500 Personen ausgewählt. Der Historiker Lars Roede kritisierte das Wappen als „amateurhaftes Logo“. Roede schrieb, dass das Wappen „gegen die Anforderungen einer guten Heraldik verstößt“, von Heraldik-Experten im Reichsarchiv abgelehnt wurde und „wie drei fliegende Untertassen unter einem Hut aussieht“; es sei ein Logo, aber kein heraldisches Wappen.

## Nachweise
1. 1 2  Nye fylker auf www.regjeringen.no, abgerufen am 29. April 2019
2. 1 2  Stortinget vedtok fylkesoppdeling. In: abcnyheter.no. 14. Juni 2022, abgerufen am 14. Juni 2022 (norwegisch).
3. ↑  Monsterfylket Viken vil oppløse seg selv, auf ABC Nyheter, abgerufen am 1. Januar 2020
4. 1 2 3  Lars Roede: Kronikk: Viken og Innlandet har fått amatørmessige logoer og uhistoriske navn. 11. Januar 2020, abgerufen am 12. Februar 2020 (norwegisch (Bokmål)).
5. ↑  Akershus sier nei til Viken. Abgerufen am 12. Februar 2020 (norwegisch (Bokmål)).
6. ↑  Jon Gimmingsrud: Nei til Viken-sammenslåing. 7. Dezember 2016, abgerufen am 12. Februar 2020 (norwegisch (Bokmål)).
7. ↑  Flertallet i fylkestinget sier nei til Viken
8. ↑  Alle tvangssammenslåingene vedtatt, Dagbladet, 8. Juni 2017
9. ↑  Stortinget vedtok fylkesoppdeling. In: abcnyheter.no. 14. Juni 2022, abgerufen am 14. Juni 2022 (norwegisch).
10. ↑  Viken-flertallet vil legge ned Viken, Aftenposten, abgerufen am 1. Januar 2020
11. ↑  NRK erfarer: Vil legge ned nye Viken, NRK, abgerufen am 1. Januar 2020
12. ↑  Vil legge ned monsterfylket, OAvis.no, abgerufen am 1. Januar 2020
13. ↑  Nå kan Viken viskes vekk, Klassekampen
14. ↑  Viken kan ryke med Frp i opposisjon, Aftenposten
15. ↑  Lars Håkon Pedersen: SV ber Stortinget om å oppløse Viken og Troms og Finnmark. 22. Januar 2020, abgerufen am 12. Februar 2020 (norwegisch (Bokmål)).
16. ↑  Viken i gang med å forberede oppsplitting. In: Verdens Gang. 22. Januar 2020, abgerufen am 22. September 2021 (norwegisch (Bokmål)).
17. ↑  Valgresultat. In: valgresultat.no. Abgerufen am 13. September 2023 (norwegisch).
18. ↑  Landsoversikt / Viken. In: valgresultat.no. Abgerufen am 13. September 2023 (norwegisch).
19. ↑  Navn på nye kommuner auf www.regjeringen.no, abgerufen am 29. April 2019
20. ↑  Dette bør være Vikens nye fylkesvåpen auf www.viken2020.no vom 22. März 2019, abgerufen am 7. August 2019
21. ↑  Trude har tegnet Vikens nye fylkesvåpen auf www.viken2020.no vom 13. Juni 2019, abgerufen am 7. August 2019

Koordinaten: 60° 0′ 0″ N, 10° 0′ 0″ O